# UTグループ
UTグループ株式会社（ユーティーグループ、UT Group Co., Ltd.）は、東京都品川区東五反田1-11-15に本社を置く技術（技能）者派遣・アウトソーシング事業などを統括する大手持株会社である。2007年（平成19年）4月2日、日本エイムとエイペックスの株式移転により設立された。
本項では持株会社であるUTグループ株式会社単独の事項に加えて、UTグループ連結子会社のグループ概要を述べる。

## 概要
主な事業は日本国内における半導体・電子部品を中心とした環境・エネルギー、自動車関連業界等に構内作業業務の人材派遣・請負の製造派遣、およびエンジニアの派遣事業。個別派遣ではなく、業務単位で業務を遂行する形態である「工程一括型請負」が主体であり、その雇用形態は全国に転勤を伴う正社員（全体の約7割）と契約社員に分かれる。

## 取締役
- 若山陽一
- 鉢嶺 登
- 吉松徹郎
- 井垣 太介

## 資本構成
大株主（上位10名） 2018年3月31日決算時

従業員関連の株保有率は合計10.94%
| 株主名 | 持株数（株） | 議決権比率（％） |
| --- | ------------ | ---------------- |
| 若山陽一 | 011,031,178  | 27.13            |
| 資産管理サービス信託銀行株式会社(信託E口)                                                                         | 03,859,800   | 9.49             |
| 有限会社コペルニクス                                                                                              | 01,817,200   | 4.46             |
| 日本マスタートラスト信託銀行株式会社(信託口)                                                                      | 01,285,900   | 3.16             |
| 日本トラスティ・サービス信託銀行株式会社(信託口)                                                                  | 01,136,500   | 2.79             |
| JP MORGAN CHASE BANK 380634                                                                                       | 0774,700     | 1.90             |
| STATE STREET LONDON CARE OF STATE STREET BANK AND TRUST, BOSTON SSBTC A/C UK LONDON BRANCH CLIENTS- UNITEDKINGDOM | 0673.400     | 1.65             |
| NORTHERN TRUST CO. (AVFC) SU B A/C NON TREATY                                                                     | 0630,330     | 1.55             |
| J P MORGAN CHASE BANK 385632                                                                                      | 0614,400     | 1.51             |
| UTグループ社員持株会                                                                                              | 0599,303     | 1.45             |

## 沿革
- 1995年（平成7年）4月 - エイムシーアイシー有限会社が創業。
- 1996年（平成8年）7月 - エイムシーアイシー有限会社から日本エイム株式会社へ組織変更。
- 2003年（平成15年）12月 - 株式を店頭公開（現在のJASDAQ）。証券コードは2383。
- 2007年（平成19年）4月2日 - 日本エイム株式会社と株式会社エイペックスの株式移転により、ユナイテッド・テクノロジー・ホールディングス株式会社を設立。同社が日本エイム株式会社に代わってジャスダック証券取引所に上場。証券コードは2146。
- 2009年（平成21年）1月1日 - ユナイテッド・テクノロジー・ホールディングス株式会社からUTホールディングス株式会社に商号変更。
- 2009年（平成21年）11月 - 株式会社エイペックスの全株式を株式会社八徳に譲渡。
- 2012年（平成24年）7月 - 日本エイム株式会社がUTエイム株式会社に商号変更。
- 2013年（平成25年）7月 - パナソニックバッテリーエンジニアリング株式会社（現・UTパベック株式会社）の株式を81%取得。
- 2015年（平成27年）7月 - UTホールディングス株式会社からUTグループ株式会社に商号変更。
- 2017年（平成29年）3月 - 株式会社タイト・ワーク（現・UTコミュニティ株式会社）の全株式を取得。
- 2017年（平成29年）4月 - 株式会社レイハウオリの全株式を取得。
- 2019年（令和元年）11月 - 東京証券取引所第一部に市場変更。
- 2020年（令和2年）4月 - ＵＴグローバル株式会社を吸収合併。

## グループ会社一覧（連結子会社）
- UTエイム株式会社/代表：筑井 信行（製造業などへの請負・派遣）[3]
- UTコミュニティ株式会社/代表：右田 俊教（製造業などへの請負・派遣）[4]
- UTグローバル株式会社/代表：磯部 将樹（外国人技能実習生の管理代行）[5]
- UTパベック株式会社/代表：森川 弘二（電池製品の加工組立・包装・製造・請負・派遣、旧・パナソニック バッテリーエンジニアリング）[6]
- UTHP株式会社/代表：大口 宙彦（製造業などへの請負・派遣）[7]
- FUJITSU UT株式会社/代表：森川 弘二（製造業などへの請負・派遣）[8]
- UTテクノロジー株式会社/代表：櫻井 利彦（機械、電機電子、情報処理技術者派遣及び受託事業、ソフトウエアおよびハードウエアの開発・運用管理）[9]
- UTコンストラクション株式会社/代表：保苅 浩史（施工管理技術者派遣、CAD受託、建設業）[10]
- 株式会社レイハウオリ/代表：西村 昭彦（インターネットメディアの企画、デザイン、制作、 開発、コンサルティング）[11]
- UTハートフル株式会社/代表：山田 隆仁(オフィスサービス事業、デザイン・プリント事業)[12]